# Автошлях Т 0426
Автошля́х Т 0426 — автомобільний шлях територіального значення у Дніпропетровській області. Пролягає територією Павлоградського та Синельниківського районів від перетину з E50 до Козачого Гаю. Загальна довжина — 21,6 км.

## Маршрут
Автошлях проходить через такі населені пункти:
| Автошлях Т 0426          |                  |
| Дніпропетровська область |                  |
| Павлоградський район     |                  |
|                          | перетин з E50М30 |
| Лиманське                |                  |
| Синельниківський район   |                  |
| Максимівка               |                  |
| Майське                  |                  |
| Козачий Гай              | Т 0416           |